# Lubaniszta
Lubaniszta lub Ljubaništa (maced. Љубаништа) – wieś w południowo-zachodniej Macedonii Północnej, w gminie Ochryda.
Osada liczy 171 mieszkańców (2002).